# Carlos Pezoa Véliz

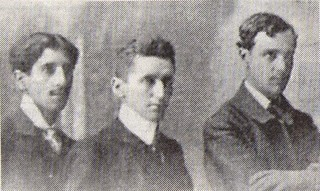
Carlos Pezoa Véliz (ao centro).

Carlos Pezoa Véliz (21 de julho de 1879 - 21 de abril de 1908) foi um poeta chileno.